# Gorontalo (provins)
Gorontalo är en provins på norra delen av ön Sulawesi i Indonesien. Området var fram till slutet av år 2000 en del av Sulawesi Utara men bildade sedan en egen provins. Folkmängden uppgick år 2010 till cirka 1 miljon invånare och den administrativa huvudorten är Gorontalo.

## Administrativ indelning
Provinsen är indelad i fem distrikt och en stad.
Distrikt (Kabupaten):
- Boalemo, Bone Bolango, Gorontalo, Gorontalo Utara, Pohuwato

Stad (Kota):
- Gorontalo